# Kamu
Kamu är ett utdött australiskt språk.  Kamu talades i Nordterritoriet. Kamu tillhörde dalyspråken.